# Зайченко Андрій Вікторович
Андрій Вікторович Зайченко — лейтенант Збройних сил України, учасник російсько-української війни.

## З життєпису
Народився 1988 року.
26 червня 2014 року під час виконання завдання по ізоляції визначеного району та охорони об'єктів потрапив під мінометний обстріл. Андрій Займченко проявив рішучість і вжив заходів задля захисту підлеглого особового складу, сам зазнав поранення.

## Нагороди
26 липня 2014 року — за особисту мужність і героїзм, виявлені у захисті державного суверенітету та територіальної цілісності України, вірність військовій присязі під час російсько-української війни, відзначений — нагороджений орденом Богдана Хмельницького III ступеня.